# Fluoreszenz

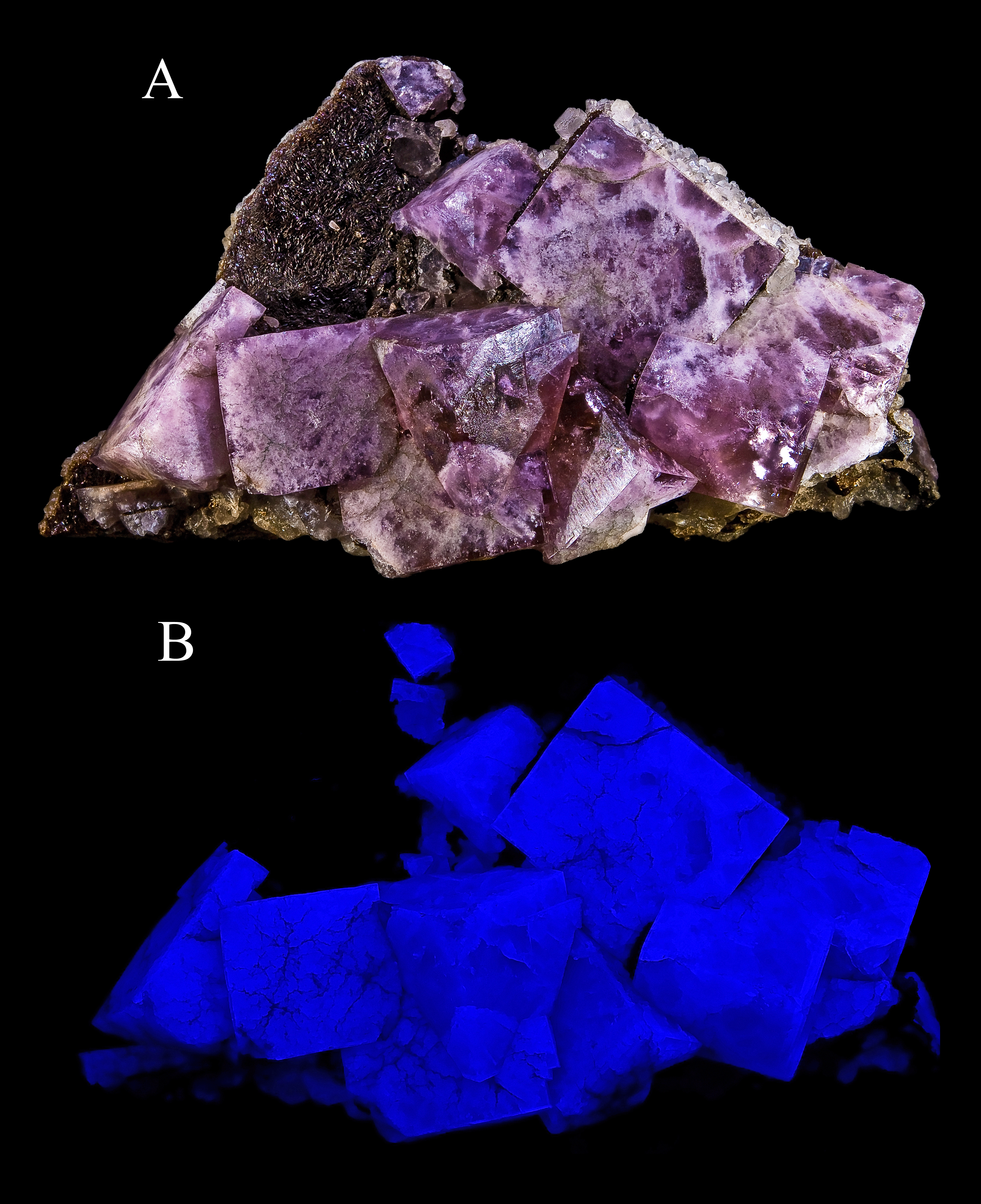
Violette Fluorit-Zwillingskristalle (oben) unter kurzwelligem UV-Licht (unten)

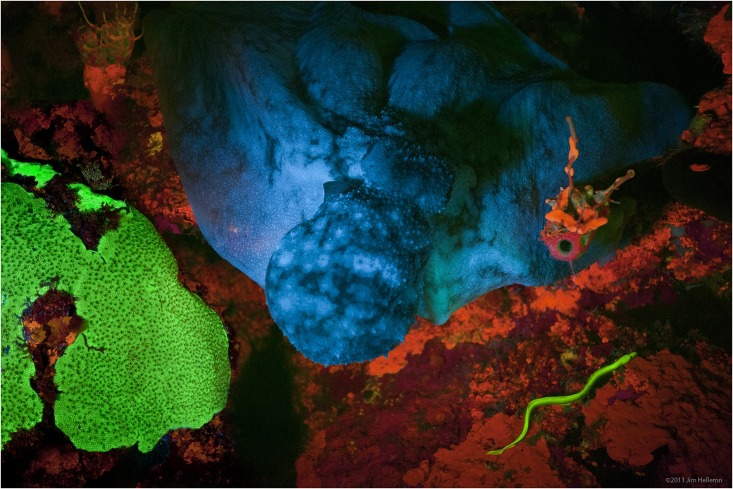
Fluoreszierende Organismen, aufgenommen vor Little Cayman

Fluoreszenz (fluorɛsˈt͜sɛnt͜s) ist die spontane Emission von Licht kurz nach der Anregung eines Materials durch Licht. Dabei sind die emittierten Photonen in der Regel energieärmer als die vorher absorbierten.
Physikalische Systeme, bei denen Fluoreszenz auftritt, heißen Fluorophore. Fluoreszente Stoffe, die für Färbungen verwendet werden, werden Fluorochrome oder Fluoreszenzfarbstoffe genannt. Ist das anregbare Material Teil eines Organismus, spricht man auch von Biofluoreszenz (in Analogie zu Biolumineszenz). Ist ein Gegenstand von selbst fluoreszent, also ohne dass er angefärbt werden muss, spricht man von Autofluoreszenz oder Eigenfluoreszenz.
Im Gegensatz zur Phosphoreszenz erfolgen bei der Fluoreszenz erlaubte Übergänge zwischen zwei elektronischen Zuständen. Die angeregten Zustände haben daher eine kurze Lebensdauer und die Fluoreszenz klingt nach kurzer Zeit ab.

## Geschichte
Bereits im 19. Jahrhundert wurde über die Fluoreszenz des Aesculins bzw. sonnenlichtbestrahlter, wässriger Auszüge von Rosskastanienrinde berichtet. Diesen Effekt untersuchte der deutsche Chemiker Paul Krais (1866–1939), indem er Wolle und Flachs mit Aesculin-haltigen Extrakten der Rosskastanie versetzte und damit eine optische Aufhellung erzielte.
Der Begriff Fluoreszenz (im Original „fluorescence“) wurde 1852 von George Gabriel Stokes eingeführt. Das Wort leitet sich vom manchmal fluoreszierenden Mineral Fluorit (Flussspat, Calciumfluorid, CaF2) ab.

## Phosphoreszenz und Fluoreszenz
Sowohl Fluoreszenz als auch Phosphoreszenz sind Formen der Lumineszenz (kaltes Leuchten) und sind photophysikalische Prozesse.
Fluoreszenz ist jedoch dadurch gekennzeichnet, dass sie nach dem Ende der Bestrahlung rasch (meist innerhalb einer Millionstelsekunde) endet. Bei der Phosphoreszenz hingegen kommt es zu einem Nachleuchten, das von Sekundenbruchteilen bis hin zu Stunden dauern kann.

### Erklärung
Wird der Fluorophor optisch, also durch die Absorption eines Photons, angeregt und desaktiviert anschließend unter Aussenden von Licht, so spricht man von Photolumineszenz.
Der angeregte Fluorophor verweilt nach der Absorption eine bestimmte Zeit im angeregten Zustand. Diese Zeit wird im Allgemeinen als Lebensdauer oder im Speziellen auch als Fluoreszenzlebensdauer bezeichnet. Nach den Regeln der Quantenmechanik ist die Fluoreszenzlebensdauer kurz, da die Lichtemission „erlaubt“ ist und daher schnell erfolgt. Hintergrund ist, dass bei der Rückkehr in den Grundzustand keine Spinumkehr erfolgen muss.
Die Aussendung von Fluoreszenzlicht konkurriert mit anderen photophysikalischen Prozessen (Internal Conversion, Intersystem Crossing), welche die Fluoreszenz schwächen. Die Wahrscheinlichkeit, mit der die Anregung eines Fluorophors tatsächlich zur Emission eines Fluoreszenzphotons führt, nennt man Fluoreszenz-Quantenausbeute.
Das abgegebene Fluoreszenzlicht ist in der Regel gegenüber dem Anregungslicht in den langwelligen Bereich des Lichtspektrums verschoben. Dieser Effekt wird Stokessche Regel genannt. Der Effekt beruht darauf, dass bei der elektronischen Anregung zunächst höhere Schwingungszustände des elektronisch angeregten Zustands besetzt werden, die ihre Schwingungsenergie dann durch Schwingungsrelaxation abgeben. Ebenso werden bei der Emission (aus dem Schwingungsgrundzustand des angeregten Zustands) oftmals zunächst höhere Schwingungszustände des Grundzustands besetzt. Im Allgemeinen wird daher zur Anregung mehr Energie aufgewendet (kürzere Wellenlänge) als bei der Emission abgegeben wird (längere Wellenlänge). Der Energieerhaltungssatz wird dabei nicht verletzt, da die Differenzenergie an die Umgebung abgegeben wurde. Im Grenzfall können natürlich Anregung und Emission jeweils zwischen den Schwingungsgrundzuständen von angeregtem und Grundzustand erfolgen. In diesem Fall erfolgen Anregung und Emission mit der gleichen Wellenlänge und man spricht von Resonanzfluoreszenz.

### Desaktivierung
Nichtstrahlende Desaktivierungsprozesse können durch Gegenwart bestimmter Stoffe, sogenannter Quencher, gefördert werden.
Das Phänomen, dass diese Konkurrenzprozesse die Fluoreszenz vermindern, wird als Fluoreszenzlöschung (quenching) bezeichnet.
Ein wichtiger Quencher, besonders für die Fluoreszenz organischer Fluorophore, ist molekularer Sauerstoff (O2).
Hierauf beruhen Verfahren zur Bestimmung der Massenkonzentration von Sauerstoff in der Sensorik (Sauerstoffsensor), z. B. zur Überwachung der Sauerstoffkonzentration in der Luft.
Die Abhängigkeit der Fluoreszenzquantenausbeute von der Konzentration eines Quenchers wird oft durch die Stern-Volmer-Gleichung gut beschrieben.
In einem alternativen, nichtstrahlenden Prozess kann der angeregte Zustand durch ein sog. intersystem crossing seine Multiplizität zum in der Regel energetisch tieferliegenden Triplettzustand (Ausnahme: z. B. molekularer Sauerstoff) ändern. Von hier aus sind wiederum verschiedene Desaktivierungskanäle offen, wobei der strahlende, d. h. Licht emittierende, als Phosphoreszenz bezeichnet wird.

## Fluoreszierende Stoffe (Auswahl)

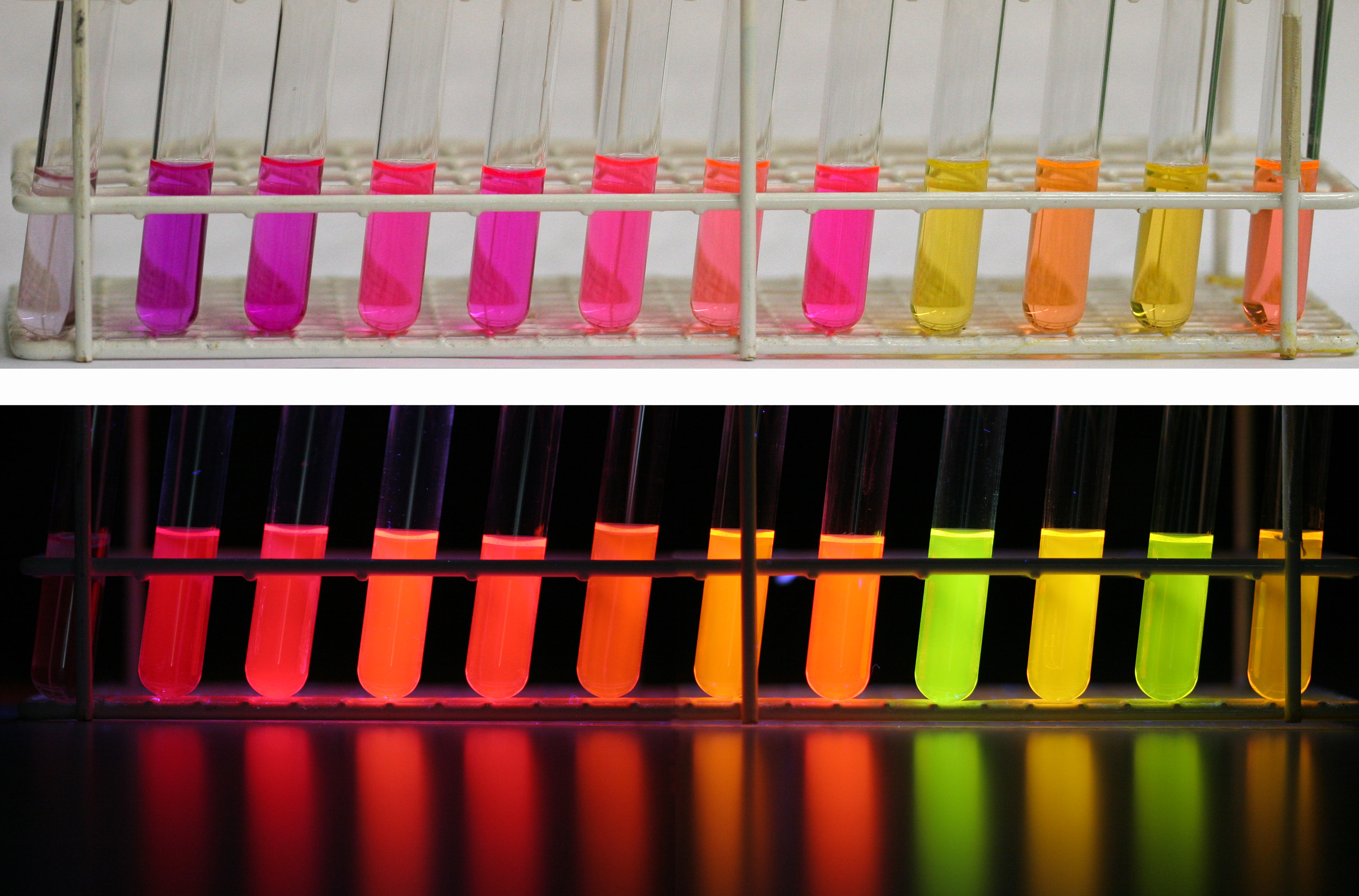
Nilrot bei Tageslicht (obere Reihe) und UV-Licht (366 nm, untere Reihe) in verschiedenen Lösungsmitteln.
V. l. n. r.: 1. Wasser, 2. Methanol, 3. Ethanol, 4. Acetonitril, 5. Dimethylformamid, 6. Aceton, 7. Ethylacetat, 8. Dichlormethan, 9. n-Hexan, 10. tert-Butylmethylether, 11. Cyclohexan, 12. Toluol

- Allophycocyanin
- Berberin
- Brillantsulfaflavin
- Carnallit
- Chinin
- Cumarine, z. B. 4-Methylumbelliferon
- DAPI
- 1,3,2-Dioxaborine (Komplexe von Borsäurederivaten mit 1,3-Dicarbonylverbindungen)
- Epicocconon
- Fluoresceine (z. B. 5-Octadecanoylaminofluorescein, 6-Carboxy-4′,5′-dichlor-2′,7′-dimethoxyfluorescein-N-succinimidylester)
- Fluoreszierende Proteine (GFP, YFP, RFP)
- IAEDANS
- Indocyaningrün
- Natriumdiuranat
- Nilblau / Nilrot
- Porphyrine (Häme, Chlorophylle usw.)
- Squaraine (Quadratsäurefarbstoffe) auf Basis von N,N-Dialkylanilinen
- Rhodamine
- Stilbene
- Synthetische Fluoreszenzlabel bzw. -marker wie z. B. ATTO-Dyes (ATTO-TEC GmbH, Siegen), Alexa-Fluor (Molecular Probes, Invitrogen Corp.) und Cyanine (Cy3, Cy5 usw.)
- TMRM+

weitere Farbstoffe:  in der Kategorie Fluoreszenzfarbstoff

## Vorkommen

### Kosmische Strahlung
Hochenergetische Kosmische Strahlung löst in der Erdatmosphäre Teilchenkaskaden, sog. ausgedehnte Luftschauer, aus. Die geladenen Teilchen dieser Schauer regen die Stickstoffmoleküle der Luft an, so dass diese Fluoreszenzlicht ausstrahlen. Durch Messungen dieses Lichtes lassen sich Rückschlüsse auf die primäre kosmische Strahlung gewinnen. Ähnliche Phänomene sind das Polarlicht, bei dem die Anregung der Luftmoleküle in erster Linie durch die Teilchen des Sonnenwindes erfolgt, und die Strahlung des leuchtenden Kometenschweifs, bei dem infolge der Wechselwirkung mit dem Sonnenwind Moleküle Licht ausstrahlen.

### Mineralogie, Gemmologie (Edelsteinkunde)

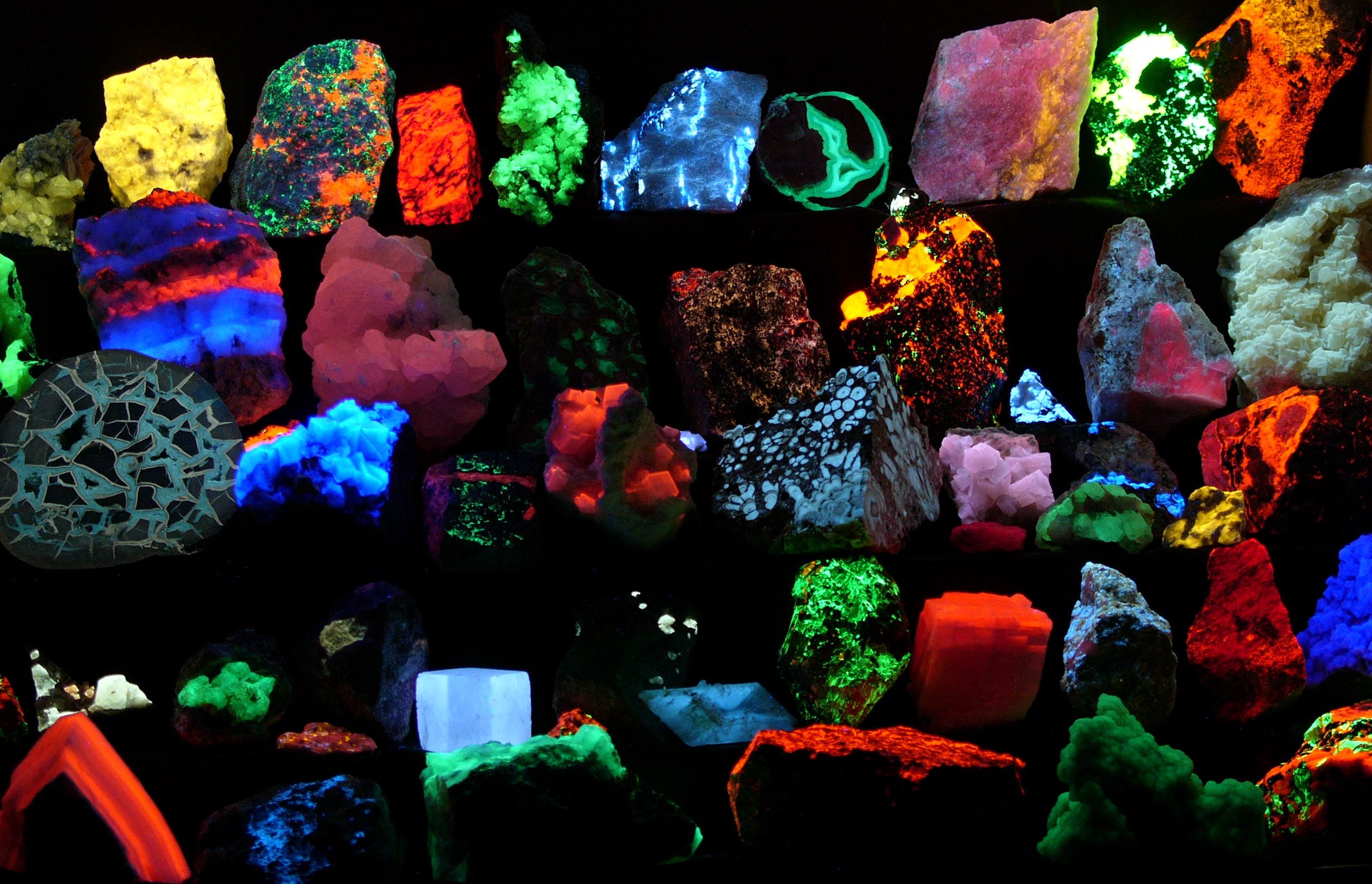
Fluoreszierende Minerale

Mineralien, Schmucksteine, Fasern und viele andere Materialien, die an Sammlerstücken und Antiquitäten untersucht werden, haben unterschiedliche Fluoreszenzeigenschaften, wenn sie mit kurz- oder langwelligem UV-Licht oder mit Röntgenstrahlen bestrahlt werden, und können dadurch identifiziert werden.
Auch in der Paläontologie nutzt man Fluoreszenz zum Auffinden und zur Untersuchung zahlreicher Fossilien.

### Biofluoreszenz

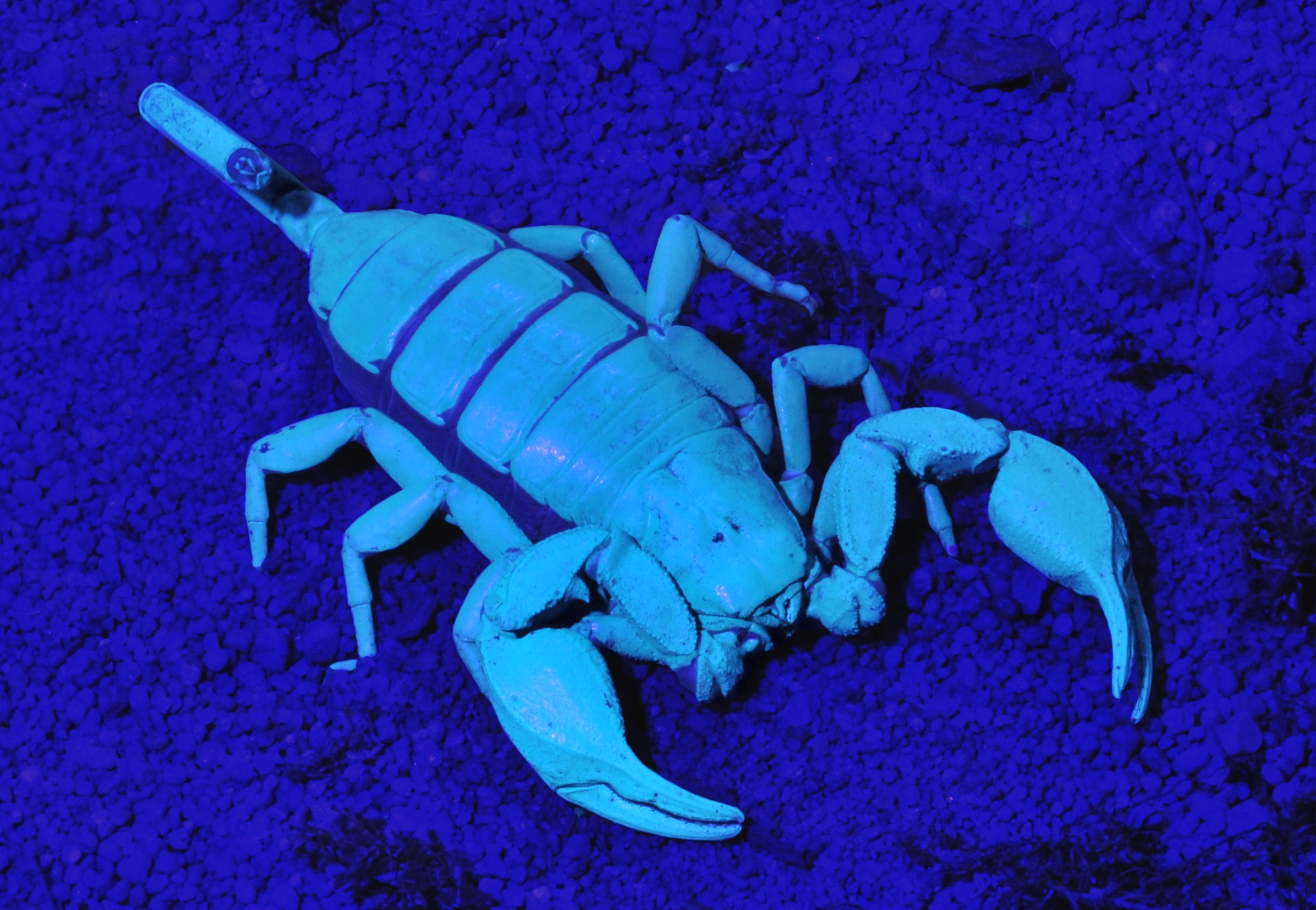
Euscorpius italicus unter UV-Licht

Biofluoreszenz, Fluoreszenz von Organismen, ist bekannt bei Katzenhaien. Es gibt aktuelle Filmaufnahmen, die Biofluoreszenz (verteilt über den ganzen Körper) zeigen, nachweisbar nur mit speziellem Licht. Fische, insbesondere kleine, bodengebundene Meeresfische sowie diverse Korallenfische aus verschiedenen Familien (v. a. Gobiidae, Tripterygiidae, Labridae und weitere) haben rot fluoreszierende Muster als Teil der Körperfärbung oder rot fluoreszierende Augen. Dies ist ein Trick, um in tieferem Wasser, in dem blau-grünes Umgebungslicht dominiert, dieses in ein auffälliges rotes Leuchten umzuwandeln. Über die genauen Mechanismen und Funktionen dieser Fluoreszenz ist noch wenig bekannt. John S. Sparks widmete sich u. a. der Erforschung der Biolumineszenz bei Meeresfischen.
Die Cuticula der Skorpione fluoresziert bei Bestrahlung mit UV-Licht. Dabei werden eingelagerte β-Carboline und 7-Hydroxy-4-methylcumarin angeregt. Auch nach dem Ableben der Tiere bleibt dieser Effekt erhalten. Mit Hilfe entsprechender Lampen können die Tiere daher bei Dunkelheit leicht entdeckt werden.

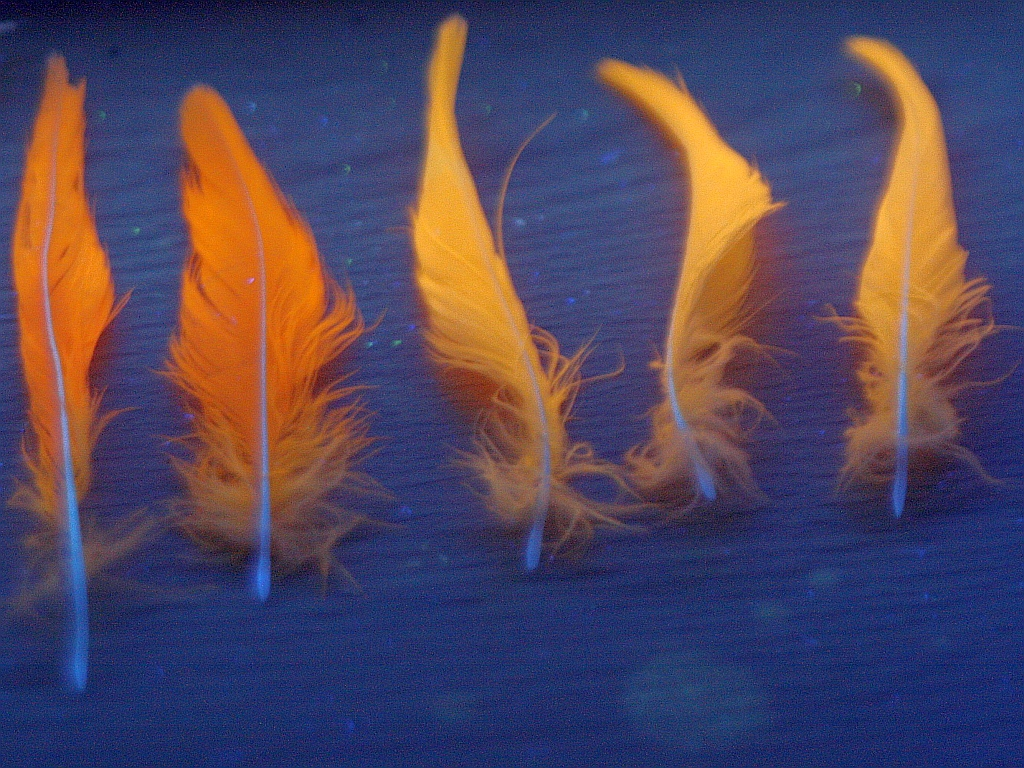
Haubenfedern von Cacatua sulphurea citrinocristata (2 linke Federn) und Cacatua sulphurea (3 rechte Federn) unter UV-Licht

Vogelfedern können ebenfalls Biofluoreszenz zeigen. Einige Papageienvögel besitzen Federn, die eine schwefelgelbe Fluoreszenz zeigen. Im Normallicht sind diese Federn (wenn sie nicht von anderen Pigmenten überlagert werden) blassgelb. Das Sehvermögen von Vögeln, die oft tetrachromatische Augen besitzen, reicht bis in den UV-Bereich. Fluoreszenz bewirkt hier eine Abdunklung des im UV-Bereich reflektierten Lichtes. Unter normalen Lichtverhältnissen ist diese Fluoreszenz zu schwach, um bemerkt zu werden.

## Anwendungsgebiete
Im Folgenden sollen einige Methoden und Anwendungsgebiete genannt werden:

### Fluoreszenzspektroskopie
Der Begriff der Fluoreszenzspektroskopie fasst Methoden zusammen, die die Fluoreszenzeigenschaften von Fluorophoren ausnutzen, um Informationen über die untersuchten Systeme zu gewinnen. Es gibt viele natürliche und synthetische Verbindungen, die Fluoreszenz zeigen. Mit Hilfe der Spektroskopie lässt sich daher die Zusammensetzung einer Probe ermitteln.
→ Siehe auch: Fluoreszenz-Korrelations-Spektroskopie, Fluoreszenzpolarisation, Fluoreszenztomographie, Fluoreszenzmikroskopie.

### Aufhellung und Dekoration
Durch die Absorption (unsichtbaren) ultravioletten und blauen Lichts und die Aussendung längerwelligen sichtbaren Lichts lässt sich eine Aufhellung erzielen:
- optische Aufheller
- Signalfarbe (Tagesleuchtfarbe)
- Textmarker (Tagesleuchtfarbe)

Tagesleuchtfarbe fluoresziert bereits durch die Anregung mit dem Blauanteil des Tageslichtes. Da dieser bei schlechtem Wetter und in der Dämmerung besonders hoch ist, wird eine bessere Sichtbarkeit erreicht. Tagesleuchtfarbe gibt es auch in wasserlöslicher Form.

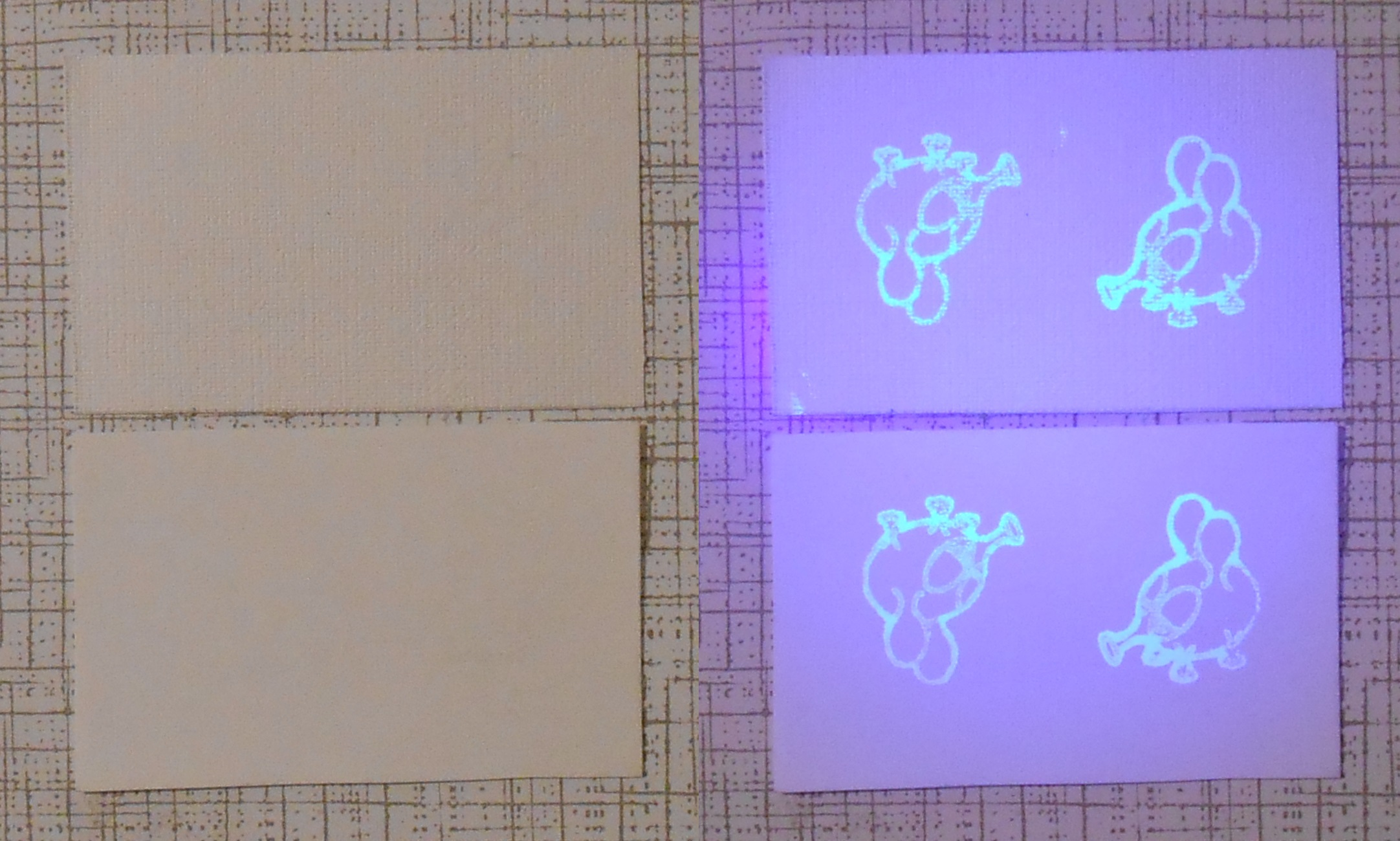
Fluoreszierende Stempeltinte bei Raumbeleuchtung und bei Schwarzlicht

Fluoreszierende Tinte oder Stempeltinte, die bei Raumbeleuchtung nicht sichtbar ist und nur bei Schwarzlicht erkennbar wird.
In Diskotheken wird oft sogenanntes Schwarzlicht (UV-Licht, UV-A) benutzt, um fluoreszierende Farben, chininhaltige Getränke oder optische Aufheller in Kleidung zum Leuchten zu bringen. Bekannt sind auch Tafeln, die mit fluoreszierender Kreide beschrieben werden können. Sie können von außen oder auch von innen (Flutlicht) durch das transparente Tafelmaterial mit Ultraviolett beleuchtet sein.

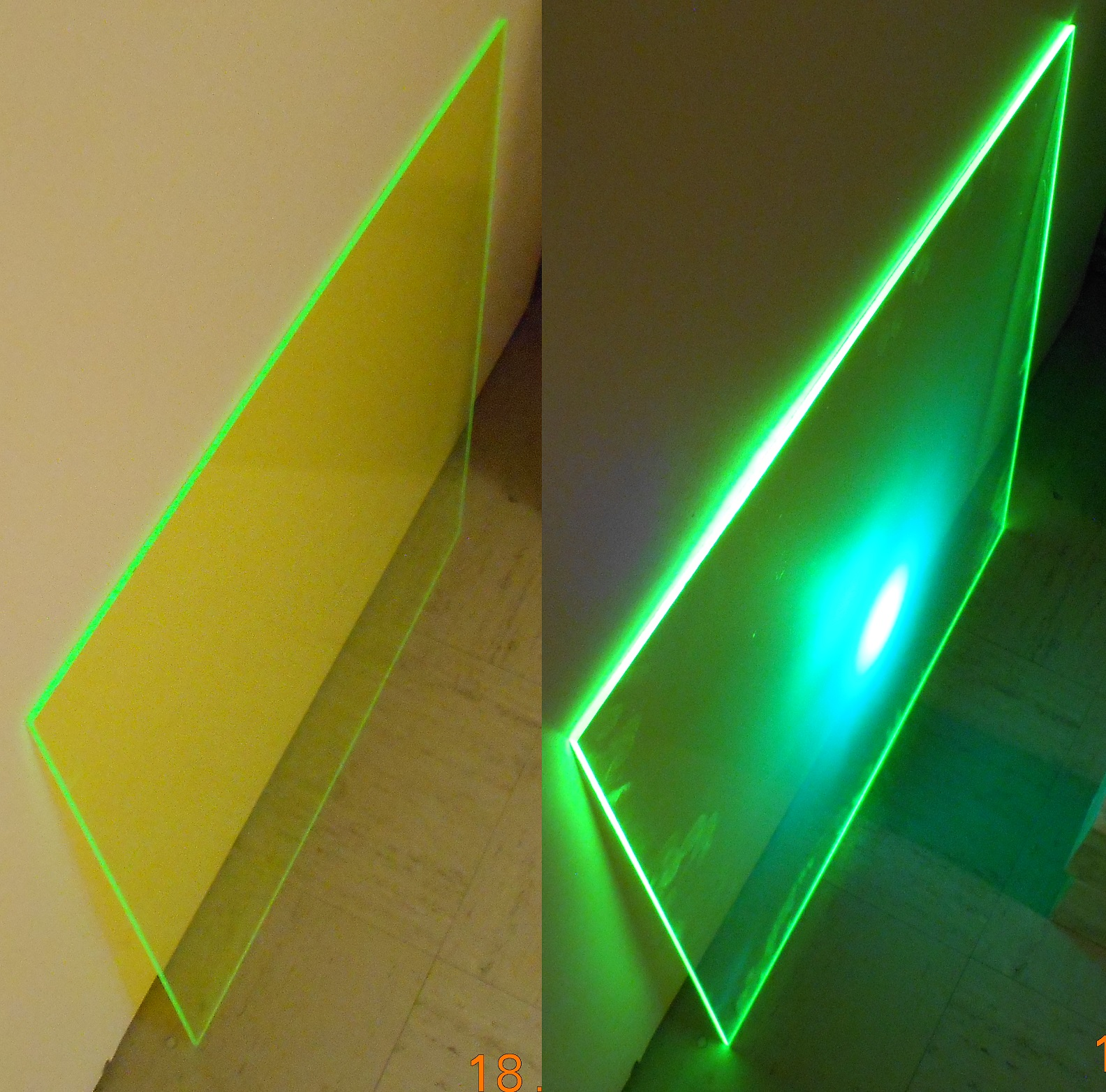
Fluoreszierende Kunststoffplatte bei Raumbeleuchtung und bei Schwarzlicht

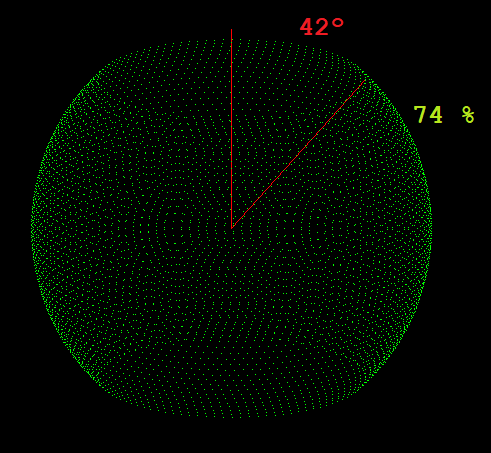
Fluoreszenzlicht in Plexiglas

Zur Gartendekoration gibt es durchsichtige, schwach eingefärbte Kunststoffscheiben, die bei Tageslicht und danach aus dem Rand kräftig leuchten und aus der Fläche nur schwach. Der Anteil des Fluoreszenzlichts, der in einem flacheren Winkel zu den Oberflächen als dem Totalreflexions-Winkel emittiert wird, kann die Platte nur an den Rändern verlassen, die so als Lichtleiter wirkt. Bei einem maximalen Brechungswinkel von 42° für Plexiglas und Luft bleibt rund 74 % des Fluoreszenzlichts in der Platte. Dieser Effekt wird auch bei den Fluoreszenz-Solarzellen genutzt.

### Beleuchtung

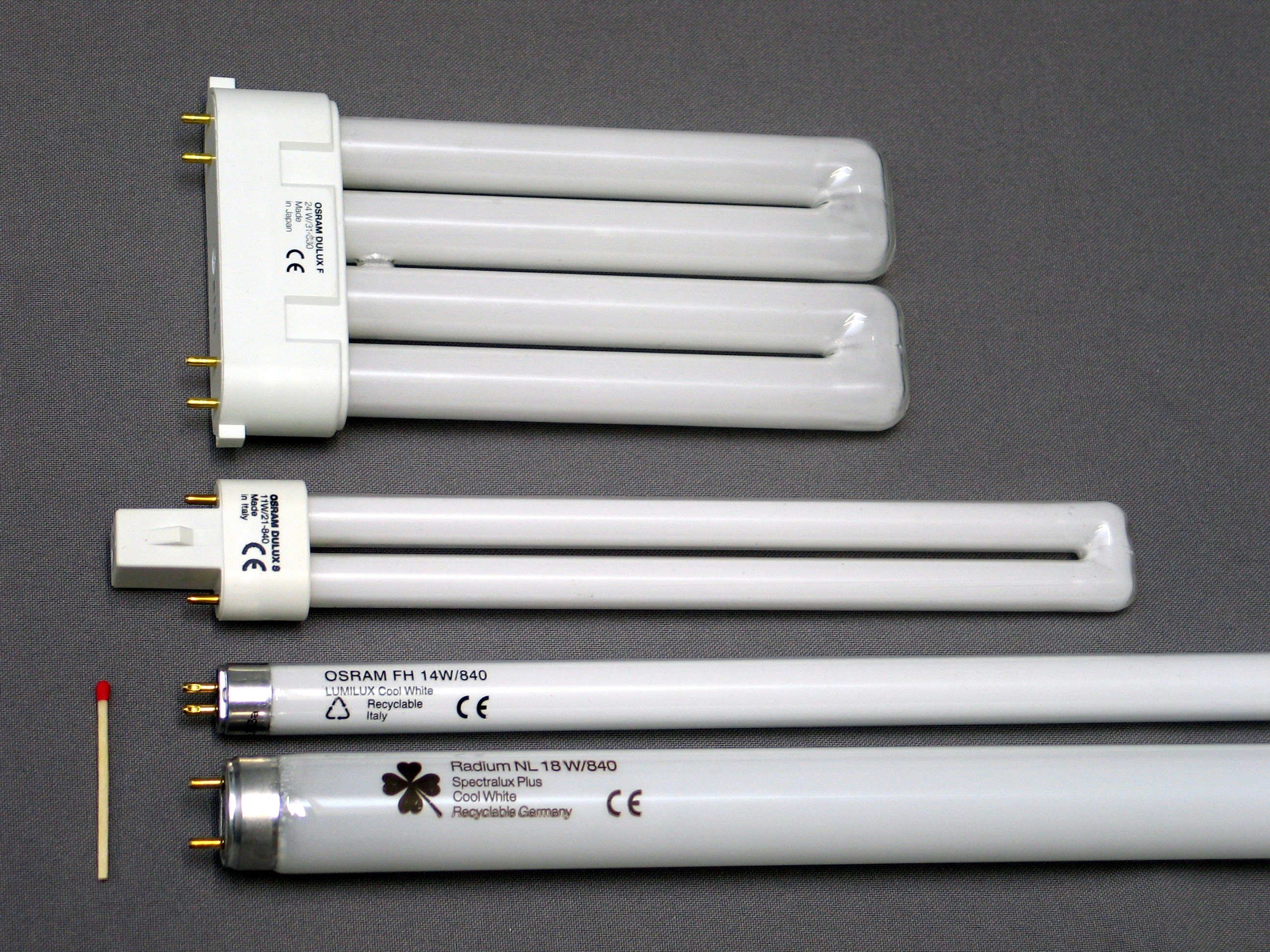
Beispiele für Leuchtstofflampen

In Leuchtstofflampen wird ultraviolettes Licht, das durch Gasentladung in der mit Quecksilberdampf gefüllten Röhre erzeugt wird, in sichtbares Licht umgewandelt. In weißen Leuchtdioden (LED) wandeln Fluoreszenzfarbstoffe, die diesen Leuchtstoffen ähnlich sind, das monochromatische blaue Licht, das ein Halbleiterkristall erzeugt, in polychromatisches weißes Licht um.
Technische Fluorophore bestehen aus Stoffen wie dem sehr häufig benutzten Zinksulfid und chemisch ähnlichen Verbindungen oder Oxiden der Selten-Erd-Metalle. Werden diese Verbindungen mit sogenannten Aktivatoren dotiert, lassen sich verschiedene Farben erzeugen. Als Aktivatoren werden häufig zwei- und dreiwertige Lanthanoid-Kationen verwendet. Zweiwertige Europium-Kationen erzeugen beispielsweise blaues Licht, während die dreiwertigen rotes Licht emittieren. Grünes Licht entsteht beispielsweise durch Cu+- und Al3+-dotiertes Zinksulfid.
Durch geeignete Komposition (Mischung) der Leuchtstoffe lässt sich ein großes Spektrum an nutzbaren Lichtwellenlängen und Farbtemperaturen realisieren, wodurch das Leuchtmittel an den jeweiligen Anwendungsfall angepasst werden kann. In Leuchtstofflampen wird z. B. in Abhängigkeit vom verwendeten Leuchtgas das Spektrum des Sonnenlichtes (kaltweiß) oder das einer Glühlampe nachgeahmt.
Auch Tritiumgaslichtquellen nutzen die Fluoreszenz eines Leuchtstoffes, der durch die Betastrahlung des Tritium angeregt wird.

### Anzeigen, Displays und Bildschirme

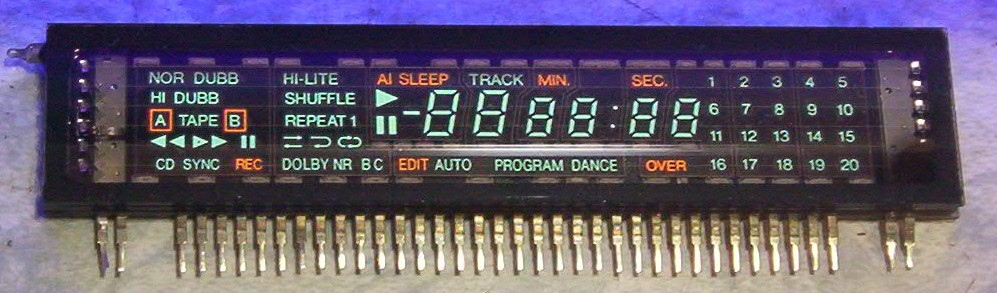
Vakuum-Fluoreszenzdisplay

Bei Anzeigen, Displays und Bildschirmen wurde bis in die 1990er-Jahre oft die Anregung der Fluorophore durch Elektronenbeschuss genutzt (Kathodenstrahlröhren). Beispiele sind Vakuum-Fluoreszenzdisplays (Digitron), Kathodenstrahlröhrenbildschirme (englisch Cathode Ray Tube – CRT) und Abstimmanzeigeröhren (Magisches Auge).
Diesen gemeinsam ist die Freisetzung von Elektronen durch Glühemission im Vakuum und deren Beschleunigung auf einen Leuchtschirm durch eine elektrische Spannung. Die zu Demonstrationszwecken dienende Schattenkreuzröhre sowie Feldemissionsmikroskope besitzen dagegen kalte Kathoden, und Bildwandlerröhren beschleunigen die auf einer Photokathode erzeugten Elektronen und erzeugen auf einem kleinen Fluoreszenzschirm ein Abbild.

### Biochemie und Medizin

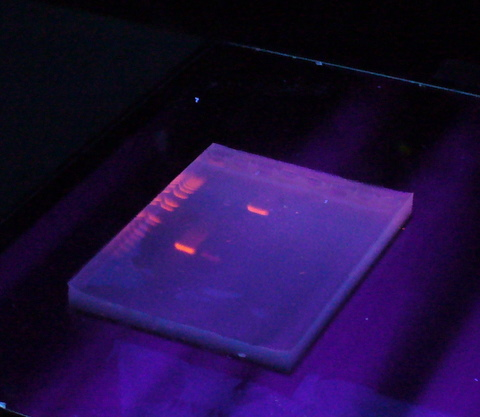
Mit Ethidiumbromid gefärbte DNA-Fragmente in einem Agarose-Gel

An große Biomoleküle können durch eine Fluoreszenzmarkierung fluoreszierende chemische Gruppen angehängt werden, die dann als sehr sensibler Marker für dieses Molekül dienen.
Anwendungsbeispiele sind:

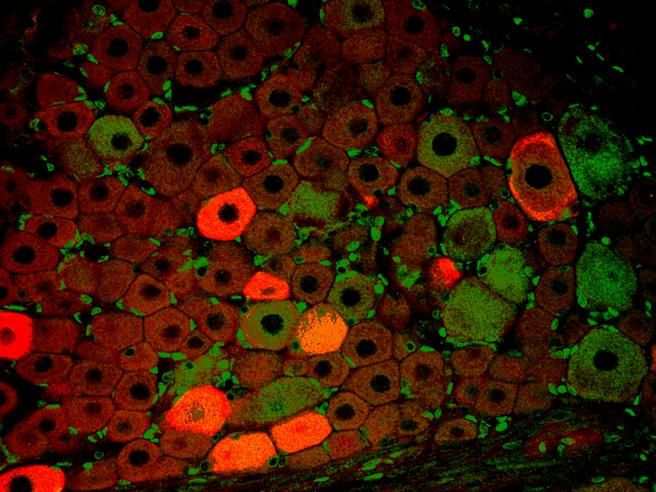
Immunfluoreszenz-Aufnahme im Spinalganglion der Ratte. Zwei verschiedene Proteine wurden mit rot oder grün fluoreszierenden Markern gefärbt.

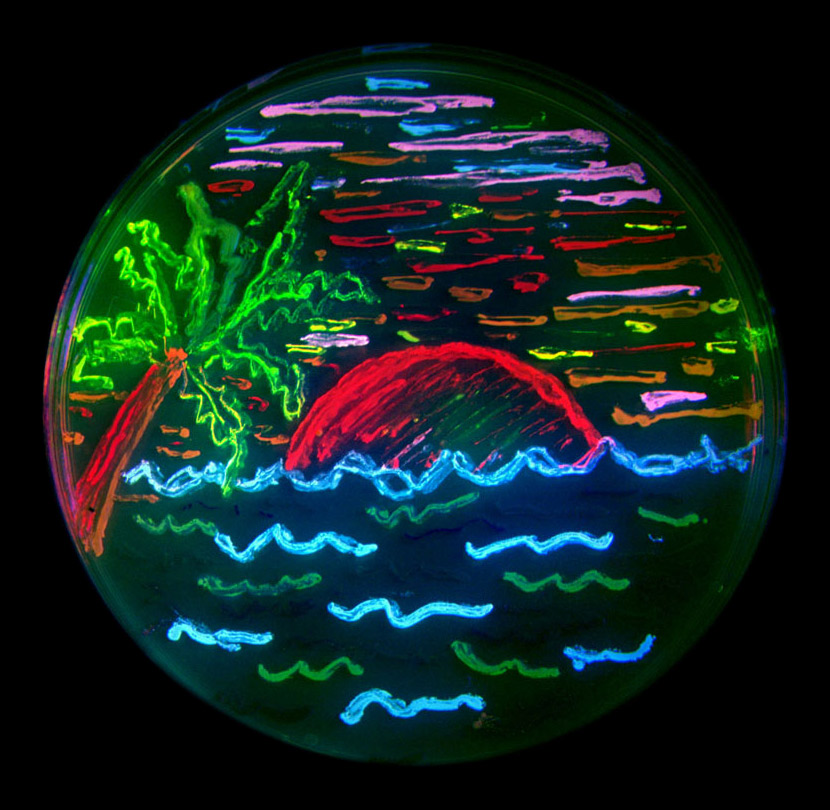
Strandillustration mittels Bakterienkulturen, die verschiedene fluoreszierende Proteine exprimieren

- Bei der automatischen Sequenzierung der DNA mit der Sanger-Methode hat jede der vier terminierenden Nukleinbasen eines DNA-Stückes ihren spezifischen fluoreszierenden Marker. Wenn die markierten DNA-Moleküle getrennt werden, werden die Marker durch UV-Licht angeregt, und die Identität der Marker wird anhand der Wellenlänge des emittierten Lichtes festgestellt.
- Die Verbindung Ethidiumbromid zeigt kaum Fluoreszenz, wenn sie in einer Lösung ihre Konformation frei ändern kann. Durch Bindung an DNA wird die Fluoreszenz jedoch stark erhöht, was sie nützlich bei der Lokalisierung von DNA-Fragmenten macht, z. B. bei der Agarose-Gelelektrophorese.
- Die Aminosäuren Tryptophan, Tyrosin und Phenylalanin fluoreszieren bei Anregung durch UV-Licht, wobei auch bei Proteinen und Peptiden, die diese Aminosäuren enthalten, Fluoreszenz beobachtet werden kann.
- Auf DNA-Chips und Protein-Chips wird Fluoreszenz für die Detektion verwendet.
- In der Immunologie werden Antikörper mit einer fluoreszierenden chemischen Gruppe versehen. Moleküle, an die diese Antikörper spezifisch binden, sind anhand der Fluoreszenz erkennbar und können somit – z. B. in einer Zelle – präzise lokalisiert werden. Die Konzentration dieser Moleküle (Antigen-Konzentration) kann damit sogar quantitativ bestimmt werden (siehe Immunhistochemie).
- Die Fluoreszenz von Porphyrinen (Bestandteile bzw. Vorläuferstufen des Häm und Chlorophyll) kann zur Diagnostik von Stoffwechselerkrankungen der Häm-Bildung und die Chlorophyllfluoreszenz zur Bestimmung der Photosyntheseaktivität genutzt werden. Weiterhin dienen Porphyrine zur In-vivo-Diagnostik von epithelialen Tumoren und Präkanzerosen:

- Da Häme in Lebewesen aus Porphyrinen synthetisiert werden, die bei geeigneter Anregung fluoreszieren, sind mittels hochleistungsfähiger chromatographischer Verfahren (HPLC) quantitative Messungen in Blut-, Stuhl- und Urinproben möglich und somit Aussagen über Stoffwechselprozesse bei der Häm-Biosynthese.
- Chlorophyll dient bei der Photosynthese in Organismen zur Umwandlung von Photonen in chemische Energie. Über die Analyse der Chlorophyllfluoreszenz kann man Aussagen zum Zustand des Photosystem II machen und im Rahmen des Umweltschutzes z. B. den Schädigungsgrad von Wäldern untersuchen.
- Die Fluoreszenzdiagnostik (FD) nutzt Protoporphyrin IX (PpIX), das sich selektiv in oder an Tumorzellen anreichert. Die Fluoreszenz von PpIX kann dann in der Dermatologie und Urologie zur Lokalisierung von Tumoren benutzt werden.

- Fluoreszierende Proteine wie das GFP (Green fluorescent protein) oder FMN-bindende Fluoreszenzproteine dienen als Marker bzw. Label für die verschiedensten Moleküle und Zellbereiche (Zellmembran, Zytoplasma, Zellkern usw.). Mit geeigneten mikroskopischen Verfahren, wie z. B. der konfokalen Fluoreszenzmikroskopie, lassen sich damit biologische Vorgänge innerhalb der Zellen sichtbar machen.
- Die abstandsabhängige Aktivierung eines fluoreszierenden Akzeptors nach Anregung eines benachbarten Donors durch FRET (Förster resonance energy transfer) wird in der Biochemie und der Zellbiologie zu Abstandsmessungen im Nanometerbereich genutzt, sowie zur Untersuchung von Proteinfaltungen.
- Markierung von Proteinen für die differentiellen 2D-PAGE (2D-DIGE)[9]
- FACS (Fluorescent activated cell sorter oder Durchflusscytometrie)
- FISH (Fluorescence in situ hybridization) Chromosomenanalyse
- Beobachtung einzelner Moleküle mittels Einzelmolekülfluoreszenzspektroskopie
- Die Vital-Fluoreszenz-Doppelfärbung dient der Unterscheidung zwischen lebenden und toten Zellen.
- TRFIA = time-resolved fluoroimmunoassay. Eu3+-Ionen fluoreszieren in Wasser nur kurz. Deshalb verwendet man Chelatbildner, die um die Eu3+-Ionen herum eine hydrophobe Umgebung aufbauen. Das führt zu einer längeren Dauer der Fluoreszenz. Dadurch wird eine Unterscheidung von allen anderen, kurzlebigeren Fluoreszenzen möglich, die in organischen Gemischen vorkommen können.

In der Forensik werden auch die Eigenschaften von Proteinen und ihre fluoreszierende Wirkung auf bestimmte Wellenlängen des Lichts herangezogen, um Blut, Speichel, Urin oder Sperma erkennen zu können. Da diese Stoffe im Tageslicht für das Auge nicht immer zu erkennen sind, werden Leuchten mit speziellen Filtern ausgestattet, um je nach Körperflüssigkeit spezifische Proteine zum Leuchten zu bringen. Zur besseren Erkennung der fluoreszierenden Proteinspuren wird eine Brille mit einem Breitbandfilter verwendet, die die störende Untergrundfluoreszenz und Streustrahlung ausblendet.
In der Obstwirtschaft können Schimmelpilze unter UV-Licht erkannt werden.

### Bildende Kunst
Die Verwendung fluoreszierender Farben stellt ein Stilmerkmal in der psychedelischen Kunst und in der zeitgenössischen Lichtkunst dar.